# Heinz Wunderlich (Musiker)
Heinz Wunderlich (* 25. April 1919 in Leipzig; † 10. März 2012 in Großhansdorf) war ein deutscher Organist, Hochschullehrer und Komponist.

## Leben

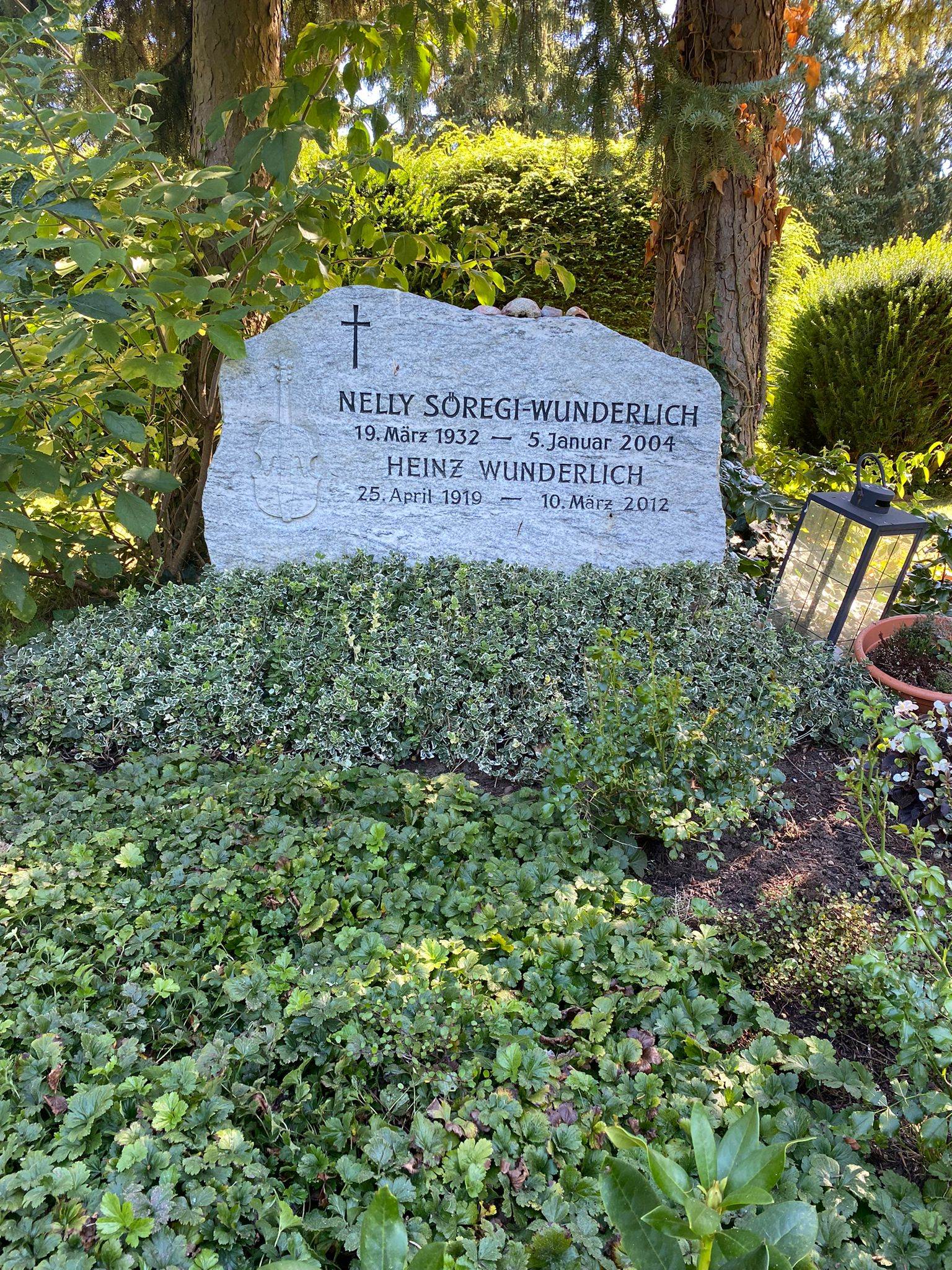
Grabstätte auf dem Friedhof Großhansdorf

Heinz Wunderlich war  einer der bedeutendsten Interpreten der Werke von Max Reger an der Orgel. Er konzertierte weltweit, 24 Konzertreisen führten ihn in die USA.
1935-1940 studierte er am Kirchenmusikalischen Institut in Leipzig bei Karl Straube (Orgel) und Johann Nepomuk David (Kontrapunkt und Theorie). Von 1943 bis 1957 war Heinz Wunderlich Kirchenmusikdirektor an der Moritzkirche in Halle an der Saale und Dozent für Orgel an der Evangelischen Kirchenmusikschule sowie an der Staatlichen Hochschule für Musik, von 1958 bis 1982 hatte er dieselbe Position in Hamburg an der Hauptkirche St. Jacobi inne. Von 1959 bis 1989 lehrte er außerdem an der Hamburger Hochschule für Musik und Theater als Professor für Orgelspiel und Improvisation. Viele Studenten aus Deutschland, den meisten Ländern Europas sowie aus Japan und den USA zogen wegen Wunderlichs Ruf als Pädagoge nach Hamburg.
Seit seiner Emeritierung 1989 widmete sich Heinz Wunderlich verstärkt der Komposition.
Aus der Ehe mit seiner ersten Frau Charlotte hat Wunderlich drei Töchter. Am 5. Januar 2004 starb Wunderlichs zweite Frau Nelly Söregi-Wunderlich im Alter von 71 Jahren. Das Ehepaar ruht auf dem Friedhof in Großhansdorf.
Seit 1949 war Heinz Wunderlich Mitglied der Evangelischen Michaelsbruderschaft.

## Der Interpret
Heinz Wunderlich hat viele Aufnahmen  von Johann Sebastian Bach, Franz Liszt und Max Reger eingespielt. Während seiner Zeit in Hamburg entstanden Aufnahmen der großen Werke Johann Sebastian Bachs und Max Regers, der deutschen Romantik und Moderne bis hin zu den Orgelwerken György Ligetis.
Gemeinsam mit seiner zweiten Frau  Nelly Söregi-Wunderlich setzte er sich außerdem sehr für das Repertoire für Violine und Orgel ein. So liegen CD-Aufnahmen der beiden Künstler mit Werken von Joseph Rheinberger, Max Reger und Heinz Wunderlich vor.

## Der Komponist
Heinz Wunderlichs Hauptwerk ist wohl das szenische Osteroratorium „Maranatha – Unser Herr kommt“. Das Werk entstand 1953 und stellt die biblischen Ereignisse zwischen dem Ostermorgen und Christi Himmelfahrt dar. Wunderlich verwendet dabei die musikalischen Mittel des gregorianischen Chorals und des evangelischen Kirchenliedes, findet jedoch zu einem eigenständigen, zeitgenössischen Stil. Er veröffentlichte den Beitrag: David-Schüler in Leipzig in: Ex Deo nascimur. Festschrift zum 75. Geburtstag von J. N. David, gewidmet von ehemaligen Schülern, Freunden, Förderern und Verehrern, hrsg. von Gerd Sievers, Wiesbaden, Breitkopf & Härtel 1970.

## Werke (Auswahl)
- Kontrapunktische Chaconne, 1938
- Präludium und Doppelfuge im alten Stil, 1939
- Fuga Variata (Fantasie in Form einer Variationsfuge), 1942/1943
- Partita über „Macht hoch die Tür“, 1946
- Mixolydische Toccata, 1947
- Drei Motetten, 1956
- Orgelsonate über ein Thema, 1956
- Sonata Tremolanda Hiroshima, 1984
- Introduktion und Toccata über den Namen B-A-C-H, 1988
- Invocatio „Dona nobis pacem“, 1993
- Sonate über den Psalm Jona, 1996
- Variationen Twelvetonata für Violine und Orgel, 1998
- Emotionen und Fuge per augmentationem et diminutionem über ein gegebenes Thema von Johann Nepomuk David (1940), 2002, Edition Musica Budapest 2003